# 美馬郡

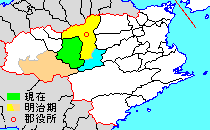
徳島県美馬郡の位置（緑：つるぎ町 薄黄：後に他郡に編入された区域 水色：後に他郡から編入した区域）

- 令制国一覧 > 南海道 > 阿波国 > 美馬郡
- 日本 > 四国地方 > 徳島県 > 美馬郡

美馬郡（みまぐん）は徳島県（阿波国）の郡。
人口6,564人、面積194.84km²、人口密度33.7人/km²。（2025年2月1日、推計人口）
以下の1町を含む。
- つるぎ町（つるぎちょう）

## 郡域
1879年（明治12年）に行政区画として発足した当時の郡域は、上記1町のほか、下記の区域にあたる。
- 美馬市の大部分（木屋平を除く）
- 三好市の一部（東祖谷各町・西祖谷山村各町）

## 歴史

### 古代
貞観2年（860年）に三野郷・三縄郷・三津郷が分立して三好郡となった。

#### 式内社
『延喜式』神名帳に記される郡内の式内社。
| 神名帳                    | 神名帳                        | 神名帳 | 神名帳                     | 比定社                         | 比定社                     | 比定社 | 集成 |
| 社名                      | 読み                          | 格     | 付記                       | 社名                           | 所在地                     | 備考   | 集成 |
| ------------------------- | ----------------------------- | ------ | -------------------------- | ------------------------------ | -------------------------- | ------ | ---- |
| 美馬郡 12座（並小）       |                               |        |                            |                                |                            |        |      |
| 鴨神社                    | カモノ                        | 小     |                            | 鴨神社                         | 徳島県三好郡東みよし町加茂 |        |      |
| 田寸神社                  | タワノ                        | 小     |                            | （論）田寸神社                 | 徳島県三好郡東みよし町加茂 |        |      |
| 田寸神社                  | タワノ                        | 小     | （論）西照神社             | 徳島県美馬市脇町西大谷         |                            |        |      |
| 田寸神社                  | タワノ                        | 小     | （論）武大神社             | 徳島県三好市井川町井内西       |                            |        |      |
| 田寸神社                  | タワノ                        | 小     | （論）（合祀）鴨神社       | 徳島県三好郡東みよし町加茂     |                            |        |      |
| 田寸神社                  | タワノ                        | 小     | （論）（合祀）八幡神社     | 徳島県三好郡東みよし町三庄     |                            |        |      |
| 田寸神社                  | タワノ                        | 小     | （論）太田神社（田寸神社） | 徳島県美馬郡つるぎ町貞光太田東 |                            |        |      |
| 横田神社                  | ヨコタノ                      | 小     |                            | （論）横田神社                 | 徳島県三好郡東みよし町加茂 |        |      |
| 横田神社                  | ヨコタノ                      | 小     | （論）（合祀）鴨神社       | 徳島県三好郡東みよし町加茂     |                            |        |      |
| 伊射奈美神社              | イサナミノ                    | 小     |                            | （論）伊射奈美神社             | 徳島県美馬市穴吹町三島     |        |      |
| 伊射奈美神社              | イサナミノ                    | 小     | （論）伊射奈美神社         | 徳島県美馬市美馬町中鳥         |                            |        |      |
| 伊射奈美神社              | イサナミノ                    | 小     | （論）高越神社             | 徳島県吉野川市山川町木綿       |                            |        |      |
| 伊射奈美神社              | イサナミノ                    | 小     | （論）十二所神社           | 徳島県美馬市穴吹町口山字尾山   |                            |        |      |
| 建神社                    | タケノ                        | 小     |                            | （論）建神社                   | 徳島県美馬郡つるぎ町半田   |        |      |
| 建神社                    | タケノ                        | 小     | （論）建神社               | 徳島県美馬市脇町猪尻           |                            |        |      |
| 建神社                    | タケノ                        | 小     | （論）竹神社               | 徳島県三好市池田町松尾         |                            |        |      |
| 天椅立神社                | アメヨリタテノ アマノハシタテ | 小     |                            | （論）天椅立神社               | 徳島県三好郡東みよし町昼間 |        |      |
| 天椅立神社                | アメヨリタテノ アマノハシタテ | 小     | （論）天戸八坂神社         | 徳島県三好郡東みよし町昼間     |                            |        |      |
| 天都賀佐毘古神社          | アマツカサヒコノ              | 小     |                            | （論）天都賀佐比古神社         | 徳島県美馬市美馬町轟       |        |      |
| 天都賀佐毘古神社          | アマツカサヒコノ              | 小     | （論）天津賀佐彦神社       | 徳島県美馬市美馬町西荒川       |                            |        |      |
| 八十子神社                | ヤソコノ                      | 小     |                            | 蜂須神社                       | 徳島県美馬郡つるぎ町貞光   |        |      |
| 八十子神社                | ヤソコノ                      | 小     | （論）（合祀）正八幡宮     | 徳島県美馬市穴吹町三島小島     |                            |        |      |
| 弥都波能売神社            | ミツハノメノ                  | 小     |                            | （論）武大神社                 | 徳島県三好市井川町井内西   |        |      |
| 弥都波能売神社            | ミツハノメノ                  | 小     | （論）八大竜王神社         | 徳島県美馬市脇町拝原           |                            |        |      |
| 弥都波能売神社            | ミツハノメノ                  | 小     | （論）建神社               | 徳島県美馬市脇町猪尻           |                            |        |      |
| 弥都波能売神社            | ミツハノメノ                  | 小     | （論）八坂神社             | 徳島県美馬市美馬町滝の宮       |                            |        |      |
| 波尓移麻比弥神社          | ハニヤマノ-                   | 小     |                            | （論）馬岡新田神社             | 徳島県三好市井川町井内東   |        |      |
| 波尓移麻比弥神社          | ハニヤマノ-                   | 小     | （論）波爾移麻比禰神社     | 徳島県美馬市脇町大字北庄       |                            |        |      |
| 倭大国玉神大国敷神社 二座 | ヤマトオオクニ-               | 小     |                            | 医家神社                       | 徳島県三好市池田町マチ     |        |      |
| 倭大国玉神大国敷神社 二座 | ヤマトオオクニ-               | 小     | （論）倭大国魂神社         | 徳島県美馬市美馬町東宮ノ上     |                            |        |      |
| 凡例を表示                |                               |        |                            |                                |                            |        |      |

### 近世以降の沿革
- 明治初年時点で、全域が阿波徳島藩領であった。「旧高旧領取調帳」に記載されている村は以下の通り。（23村）

太田村、郡里村、重清村、岩倉村、脇町、舞中島村、三谷村、小島村、半田村、貞光村、東端山村、西端山村、一宇村、穴吹村、拝村、祖谷山、拝原村、猪尻村、北庄村、岩倉山村、半平山村、口山村、曽江山村
- 明治4年
  - 7月14日（1871年8月29日） - 廃藩置県により徳島県（第1次）の管轄となる。
  - 11月15日（1871年12月26日） - 第1次府県統合により名東県の管轄となる。
- 明治初年（28村）
  - 岩倉村の一部が分立して岩倉山村となる。
  - 半田村の一部が分立して半田口山村・半田奥山村となる。
  - 一宇村が分割して一宇口山村・一宇奥山村となる。
  - 口山村が分割して東口山村・西口山村となる。
- 明治9年（1876年）8月21日 - 第2次府県統合により高知県の管轄となる。
- 明治12年（1879年）
  - 1月4日[3] - 郡区町村編制法の高知県での施行により行政区画としての美馬郡が発足。郡役所が脇町に設置。
  - 祖谷山が分割して東祖谷山村・西祖谷山村となる。（29村）
- 明治13年（1880年）3月2日 - 徳島県（第2次）の管轄となる。

### 町村制以降の沿革

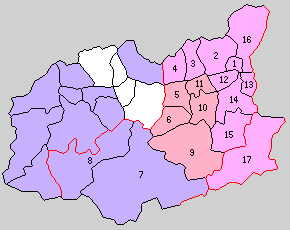
1.脇町 2.岩倉村 3.郡里村 4.重清村 5.半田村 6.半田奥山村 7.西祖谷山村 8.東祖谷山村 9.一宇村 10.端山村 11.貞光村 12.三島村 13.穴吹村 14.口山村 15.半平山村 16.江原村 17.木屋平村（紫：三好市 桃：美馬市 赤：つるぎ町）

- 明治22年（1889年）10月1日 - 町村制の施行により、以下の町村が発足。（1町15村）
  - 脇町 ← 脇町、猪尻村、北庄村（現・美馬市）
  - 岩倉村 ← 岩倉村、岩倉山村（現・美馬市）
  - 郡里村 ← 郡里村、郡里山村（現・美馬市）
  - 重清村（単独村制。現・美馬市）
  - 半田村 ← 半田村、半田口山村［大部分］、半田奥山村［一部］（現・つるぎ町）
  - 半田奥山村 ← 半田奥山村［大部分］、半田口山村［一部］（現・つるぎ町）
  - 西祖谷山村、東祖谷山村（それぞれ単独村制。現・三好市）
  - 一宇村 ← 一宇口山村、一宇奥山村（現・つるぎ町）
  - 端山村 ← 西端山村、東端山村（現・つるぎ町）
  - 貞光村 ← 貞光村、太田村（現・つるぎ町）
  - 三島村 ← 舞中島村、三谷村、小島村（現・美馬市）
  - 穴吹村 ← 穴吹村、拝村（現・美馬市）
  - 口山村 ← 東口山村、西口山村、半平山村［一部］（現・美馬市）
  - 半平山村（半平山村の大部分が単独村制。現・美馬市）
  - 江原村 ← 曽江山村、拝原村（現・美馬市）
- 明治24年（1891年）4月1日 - 郡制を施行。
- 明治30年（1897年）11月1日 - 貞光村が町制施行して貞光町となる。（2町14村）
- 明治40年（1907年）7月4日 - 半田奥山村が改称して八千代村となる。
- 大正5年（1916年）11月3日 - 半田村が町制施行して半田町となる。（3町13村）
- 大正12年（1923年）4月1日 - 郡会が廃止。郡役所は存続。
- 大正13年（1924年）1月26日 - 穴吹村が町制施行して穴吹町となる。（4町12村）
- 大正15年（1926年）7月1日 - 郡役所が廃止。以降は地域区分名称となる。
- 昭和2年（1927年）6月1日 - 半平山村が改称して古宮村となる。
- 昭和3年（1928年）11月10日 - 江原村が町制施行して江原町となる。（5町11村）
- 昭和9年（1934年）6月1日 - 半田町の一部（中島）が重清村に編入。
- 昭和15年（1940年）12月10日 - 郡里村が町制施行して郡里町となる。（6町10村）
- 昭和25年（1950年）1月1日 - 東祖谷山村・西祖谷山村の所属郡が三好郡に変更。（6町8村）
- 昭和26年（1951年）11月3日 - 岩倉村が町制施行して岩倉町となる。（7町7村）
- 昭和30年（1955年）3月31日 - 穴吹町・口山村・古宮村・三島村が合併し、改めて穴吹町が発足。（7町4村）
- 昭和31年（1956年）3月30日（7町2村）
  - 貞光町・端山村が合併し、改めて貞光町が発足。
  - 半田町・八千代村が合併し、改めて半田町が発足。
- 昭和32年（1957年）3月31日 - 郡里町・重清村が合併して美馬町が発足。（7町1村）
- 昭和33年（1958年）3月31日 - 脇町・江原町・岩倉町が合併して脇町が発足。（5町1村）
- 昭和48年（1973年）7月1日 - 麻植郡木屋平村の所属郡が本郡に変更。（5町2村）
- 平成17年（2005年）3月1日（1町）
  - 脇町・美馬町・穴吹町・木屋平村が合併して美馬市が発足し、郡より離脱。
  - 半田町・貞光町・一宇村が合併してつるぎ町が発足。

## 行政
高知県美馬郡長
| 代 | 氏名 | 就任年月日               | 退任年月日               | 備考         |
| -- | ---- | ------------------------ | ------------------------ | ------------ |
| 1  |      | 明治12年（1879年）1月4日 |                          |              |
|    |      |                          | 明治13年（1880年）3月1日 | 徳島県に移管 |

歴代郡長
| 代 | 氏名 | 就任年月日               | 退任年月日                | 備考                   |
| -- | ---- | ------------------------ | ------------------------- | ---------------------- |
| 1  |      | 明治13年（1880年）3月2日 |                           |                        |
|    |      |                          | 大正15年（1926年）6月30日 | 郡役所廃止により、廃官 |